# تلمبه فتح‌الله فتحی و شرکا
تلمبه فتح‌الله فتحی و شرکا یک منطقهٔ مسکونی در ایران است که در دهستان هشیوار واقع شده‌است.